# 1973 у відеоіграх

## Події
- Для мінікомп'ютера Imlac PDS-1 розроблено гру Mazewar. Вона є однією з перших багатокористувацьких ігор та, можливо, першим 3D-шутером.
- «Atari» випускає Gotcha — гру в жанрі лабіринт для аркадних автоматів.
- «Atari» випускає PONG Doubles, яка є варіацією успішної гри PONG та першою аркадною відеогрою з мультиплеєром на чотирьох гравців.
- «Williams Electronics» випускає свою першу аркаду Paddle Ball (піратська копія гри «Pong»).
- Для системи PLATO розроблено гру Empire (версії I, II і III) — можливо, першу у світі командну гру та першу гру на п'ятдесят гравців.
- Боб Джемісон розробив гру Lemonade Stand.
- Вперше вийшла BASIC Computer Games — збірка з 101 ігор, написаних мовою BASIC.

## Індустрія
- 19 березня Кагемаса Козукі, власник фірми «Konami», яка займалася виробництвом та ремонтом музичних автоматів, паралельно починає виробництво аркадних автоматів.
- У травні братами Кудо засновується фірма «Hudson Soft» (Саппоро, Японія), майбутній розробник відеоігор, яка спочатку займається продажем телекомунікаційних пристроїв.

## Інше
- Вперше в кіно з'являється гра «The Computer Space» (фільми «Soylent Green» та «Sleeper»)